# IC 3533
IC 3533 ist eine Balken-Spiralgalaxie vom Hubble-Typ SB(r)a pec? im Sternbild Coma Berenices am Nordsternhimmel. Sie ist schätzungsweise 395 Millionen Lichtjahre von der Milchstraße entfernt.
Das Objekt wurde am 23. März 1903 von Max Wolf entdeckt.